# 장성 백양사 사천왕문
장성 백양사 사천왕문(長城 白羊寺 四天王門)은 전라남도 장성군 북하면 약수리, 백양사에 있는 건축물이다. 1974년 9월 24일 전라남도의 유형문화재 제44호로 지정되었다.

## 개요
백암산에 위치한 백양사는 백제 무왕 33년(632) 여환이 처음 지은 절이다. 이후 여러 차례 다시 지어지기도 하고 이름이 바뀌기도 하였는데, 지금의 백양사라는 이름은 조선 선조 7년(1574) 환양이 절을 다시 지은 이후부터이다. 환양이 절에 있으면서 매일 『법화경』을 읽을 때 흰 양이 경 읽는 소리를 듣고 몰려오는 일이 많아지자 절 이름을 백양사로 고쳤다 한다.
백양사의 정문인 사천왕문은 1917년 송만암에 의해 절이 크게 다시 지어질 때 5년에 걸쳐 지어졌다. 앞면 5칸·옆면 2칸 규모의 건물로, 지붕 옆면이 사람 인(人)자 모양의 맞배지붕집이다.
가운데 칸은 문으로 사용하며, 문의 양 옆칸에는 사천왕상이 모셔져 있는데, 사천왕은 불국토의 사방을 보호하며 국가를 수호하는 신을 말한다. 문의 오른쪽에는 지국천왕과 증장천왕, 왼쪽에는 광목천왕과 다문천왕이 모셔져 있다.

## 참고 자료
- 백양사사천왕문 - 국가유산청 국가유산포털